# Мерк (посёлок)
Мерк (венг. Mérk) — посёлок(надькёжег) в медье Сабольч-Сатмар-Берег (Венгрия).
Посёлок занимает площадь 25,08 км², на которой проживает 2137 жителей (по данным 2010 года). Посёлок находится неподалёку от венгерско-румынской границы. На юге Мерк граничит с посёлком Валлай. Примерно в 3 км северо-восточнее посёлка находится железнодорожная станция Тиборсаллаш. Восточнее посёлка Мерк протекает река Красна.

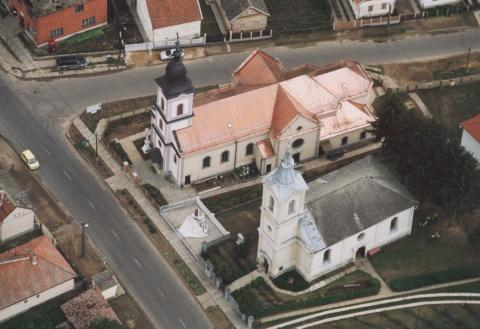

## Население
| Год  | Численность | Численность |
| ---- | ----------- | ----------- |
| 2013 | 2171        | [ 3 ]       |
| 2014 | 2166        | [ 4 ]       |
| 2015 | 2153        | [ 5 ]       |
| 2021 | 2040        | [ 6 ]       |
| 2022 | 1955        | [ 7 ]       |
| 2023 | 1940        | [ 8 ]       |
| 2024 | 1910        | [ 1 ]       |